# 파브르 미술관

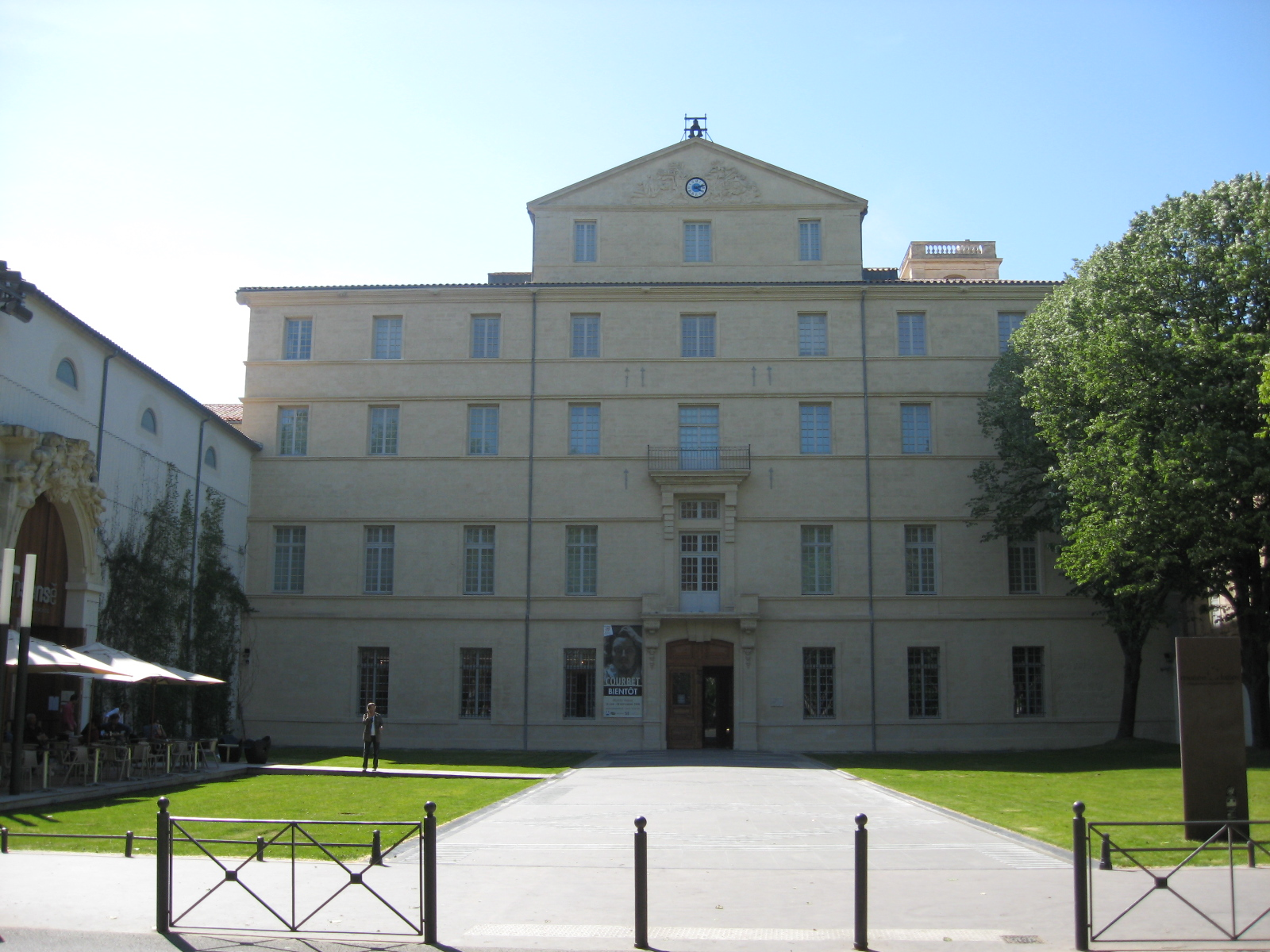
파브르 미술관 전경

파브르 미술관(프랑스어: Musée Fabre)은 프랑스의 남부 도시인 몽펠리에에 있는 미술관이며 1825년에 몽펠리에 출신의 화가 프랑수아자비에 파브르에 의해 설립되었다. 2003년부터 2007년 1월까지 6,120만 유로를 들여 보수 공사를 진행했으며 2007년 2월에 재개관했다. 파브르 미술관은 몽펠리에의 주요 명소 중 하나이며 몽펠리에의 주요 광장인 코메디 광장 인근에 위치해 있다.

## 역사
1825년 몽펠리에 시의회는 파브르가 기증한 미술품을 토대로 1828년 12월 3일에 그의 이름을 따 파브르 미술관을 공식적으로 개장했다. 파브르의 기증에 영향을 받아 앙투안 발레도(Antoine Valedau)는 자신의 네덜란드와 플란데런 지역의 거장들의 작품을 기증했다. 1837년 파브르가 사망하자 100점이 넘는 그의 소장품들이 몽펠리에시에 기증되었다.
1864년 페제나스(Pézenas)의 미술품 수집가인 쥘 보네멜(Jules Bonnet-Mel)은 400점의 그림과 28점의 회화를 기증하였으며 1868년엔 알프레드 브뤼야스가 《안녕하십니까, 쿠르베 씨》를 포함한 자신의 소장품을 몽펠리에에 기증했다. 또한 1870년 프랑스 남부의 님 출신의 Jules Canonge는 350점 이상의 그림 컬렉션을 기증했다.
1968년, 외교관이자 독서를 좋아하는 남편의 뜻에 따라 피에르 사바티에 에스페이란 마담(Mme Pierre Sabatier d'Espeyran, fr)은 그들의 호텔 전문가인 호텔 드 루나스(Hottel de Lunas, fr)와 그 내용물을 몽펠리에시에 기증했다.